# Choerodon cauteroma
Choerodon cauteroma е вид лъчеперка от семейство Labridae.

## Разпространение
Видът е разпространен в Западна Австралия.